# Kościół Nawiedzenia Najświętszej Maryi Panny w Łączniku
Kościół Nawiedzenia Najświętszej Maryi Panny w Łączniku – polski rzymskokatolicki kościół parafialny w Łączniku, należący do dekanatu Biała w diecezji opolskiej.
Wpis wojewódzkim rejestrze zabytków:
- kościół par. pw. Nawiedzenia NMP, 1720, 1874-77, nr rej.: 15/48 z 25.11.1948 (wypis z księgi rejestru).

## Historia
W 1718 został rozebrany stary kościół, a w jego miejsce w 1723 został zbudowany nowy. W 1859 pożar poważnie zniszczył zabytkowy barokowy kościół, ocalały jedynie freski z 1761 autorstwa Josepha Matthiasa Lasslera oraz olejny obraz św. Walentego, na którym można zobaczyć chrzelicki zamek oraz łącznicki kościół z początku XVII wieku. Odrestaurowano go w 1878 Najstarsze wpisy w księdze parafialnej w łącznickim kościele pochodzą z początków drugiej połowy XVIII wieku, lecz w księgach archidiecezjalnych we Wrocławiu można znaleźć starsze księgi metrykalne, bo już z końca XVII wieku. W roku 1995 spaliła się wieża kościoła.  Wraz z jej odbudową zostały również odrestaurowane freski.
5 listopada 2023 z okazji jubileuszu 300-lecia kościoła poświęcono cztery nowe dzwony, odlane w Odlewni dzwonów Jana Felczyńskiego w Przemyślu. Największy z nich nosi imię św. Walenty, pozostałe to „Miłosierdzie Boże”, „Św. Józef” i „Św. Anna”. Dzwon św. Walentego został ufundowany przez parafian, pozostałe przez darczyńców prywatnych i ks. proboszcza. Do sprawowania nabożeństwa z poświęceniem dzwonów użyto kielicha z 1670 roku.